# Psicopatia
La psicopatia és una alteració o trastorn de la personalitat.
La paraula psicòpatia prové del grec, i vol dir "malalt de la ment". A causa de les profundes implicacions que l'etiqueta de "psicòpata" pot tenir, s'han fet esforços per aclarir el significat del terme, conciliant-ne concepcions aparentment dispars.
Els malalts de psicopatia, els psicòpates, són persones que poden cometre actes delictius greus sense mostrar cap sentiment de culpa. Aquestes persones porten aparentment una vida normal, però a vegades fan actes greus com agressions o fins i tot assassinats.

## Causes de la psicopatia
Es tendeix a pensar que hi ha un factor genètic que és causa de la psicopatia. També hi influeixen l'entorn i el comportament dels pares durant la infància i l'adolescència del malalt. Un fet rellevant és que els psicòpates acostumen a créixer en un ambient de poca atenció i estima cap a ells. Normalment, quan són petits, ja es pot veure un comportament psicòpata amb episodis continus de violència cap a companys de l'escola.
També es creu que aquest trastorn de personalitat, la psicopatia, té l'origen en danys cerebrals del lòbul frontal.
- Genètica: hi ha un gen que s'associa amb la psicopatia, i es coneix com el gen del guerrer.
- Biològica: falta de connexió entre l'amígdala i el còrtex prefrontal.
- Ambiental: l'ambient té poc pes en aquest trastorn, encara que podria influir pel fet que el malalt hagués tingut una infància traumàtica.
- Educacional: l'educació té, també, molt a veure amb la psicopatia; ja que, de fet, la psicopatia apareix entre els 3 i els 5 anys.[4]

## Algunes característiques dels psicòpates
- No reconeixen la por.
- Prefereixen feines on tinguin el poder, els agrada tenir el control.
- Atreuen les persones (les persones se senten atretes per aquest tipus de persones).
- Tenen una vida aparentment normal.
- Actitud de manipuladors.[5][6]